# Carlos Lima
Carlos Lima (* 20. září 1983, Kapverdy) známý jako Calú je kapverdský fotbalový záložník a reprezentant, aktuálně hraje v angolském klubu Progresso Associação do Sambizanga.

## Reprezentační kariéra
V A-týmu Kapverd debutoval v roce 2013.
Zúčastnil se Afrického poháru národů 2015 v Rovníkové Guineji.